# Districte de Mâcon
El Districte de Mâcon és un dels cinc districtes del departament francès de Saona i Loira, a la regió de Borgonya-Franc Comtat. Té 10 cantons i 124 municipis. El cap del districte és la prefectura de Mâcon. Té una extensió de 1.222 Km2 i una població de 115.832 habitants segons cens de 2022.

## Cantons
cantó de La Chapelle-de-Guinchay - cantó de Cluny - cantó de Lugny - cantó de Mâcon-Centre - cantó de Mâcon-Nord - cantó de Mâcon-Sud - cantó de Matour - cantó de Saint-Gengoux-le-National - cantó de Tournus - cantó de Tramayes